# Liste de volcans de Turquie
Liste de volcans en Turquie, actifs ou non.

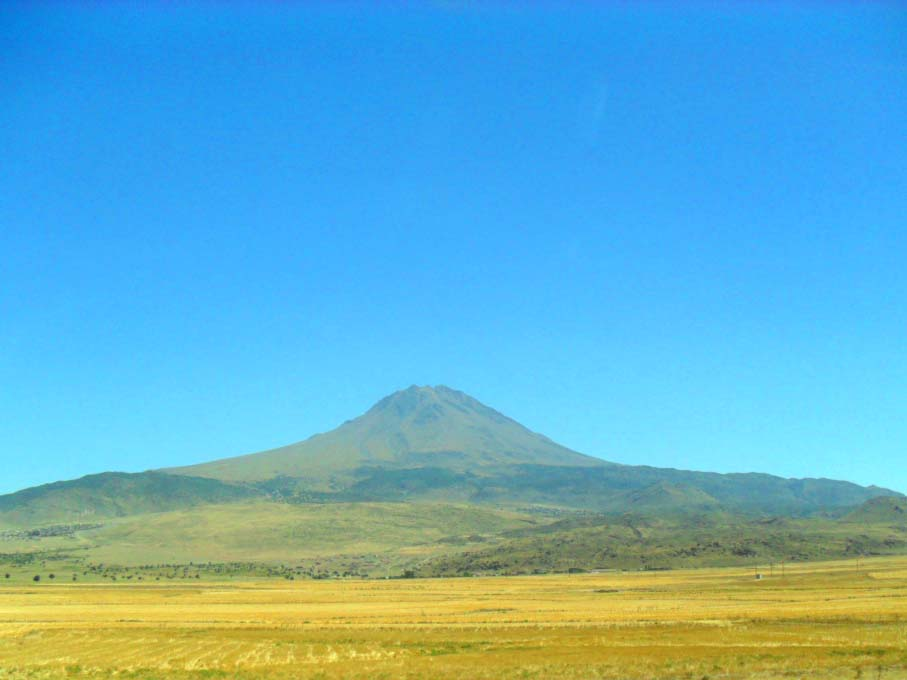
Hasan Dağı.

| Nom             | Altitude | Altitude | Coordonnées géographiques | Date de la dernière éruption |
| Nom             | Mètres   | Pieds    | Coordonnées géographiques | Date de la dernière éruption |
| --------------- | -------- | -------- | ------------------------- | ---------------------------- |
| Acıgöl-Nevşehir | 1 689    | 5 541    | 38° 34′ N, 34° 31′ E      | Holocène                     |
| Akyarlar        | 172      | 564      | 36° 59′ N, 27° 19′ E      | (inconnue)                   |
| Ararat          | 5 137    | 16 854   | 39° 42′ N, 44° 17′ E      | 1840                         |
| Erciyes Dağı    | 3 916    | 12 848   | 38° 31′ N, 35° 23′ E      | −253                         |
| Girekol Tepe    | 2 323    | 7 621    | 39° 04′ N, 43° 15′ E      | Holocène                     |
| Göllü Dağ       | 2 143    | 7 031    | 38° 15′ N, 34° 34′ E      | Holocène                     |
| Hasan Dağı      | 3 253    | 10 672   | 38° 08′ N, 34° 10′ E      | −6200                        |
| Karaca Dağ      | 1 957    | 6 421    | 37° 40′ N, 39° 50′ E      | (inconnue)                   |
| Karadağ         | 2 271    | 7 450    | 37° 15′ N, 33° 05′ E      | (inconnue)                   |
| Karapınar Field | 1 302    | 4 272    | 37° 40′ N, 33° 39′ E      | −6200                        |
| plateau Kars    | 3 000    | 9 842    | 40° 45′ N, 42° 54′ E      | (inconnue)                   |
| Kula            | 750      | 2 461    | 38° 35′ N, 28° 31′ E      | Holocène                     |
| Nemrut Dağı     | 2 948    | 9 672    | 38° 39′ N, 42° 14′ E      | 1692                         |
| Süphan Dağı     | 4 158    | 13 642   | 38° 55′ N, 42° 49′ E      | Holocène                     |
| Tendürek Dağı   | 3 584    | 11 758   | 39° 20′ N, 43° 50′ E      | 1855                         |

## Source
- (en) Cet article est partiellement ou en totalité issu de l’article de Wikipédia en anglais intitulé « List of volcanoes in Turkey » (voir la liste des auteurs).